# 偶像宣言
《花漾明星KIRARIN》（日语：きらりん☆レボリューション）是日本少女漫畫家中原杏所創作的日本漫畫作品。於小學館漫畫雜誌《Ciao》2004年3月號至2009年6月號期間進行連載，單行本全14卷。於2006年度（平成18年度）奪得第52回小學館漫畫賞 兒童部門獎。
2006年改編成電視動畫與遊戲。動畫版《花漾明星KIRARIN》2006年4月7日在日本東京電視台播映，結束於2009年3月27日，全153話。其他地區的電視台播放日期與進度，請參閱本頁最下方的外部連結。

## 故事簡介
月島星璃是一位對感情一竅不通14歲的中學二年級生，有一天星璃與人氣偶像團體『SHIPS』的日渡星司意外相遇並對他一見鍾情。為了想接近星司而一心一意地想成為偶像的星璃做出屬於自己的偶像宣言。雖然最初覺得很不容易，但得到大家的支持而努力下去。後因工作不斷增加的關係，轉校到藝能學校，並認識更多朋友和勁敵。但在日後的工作相處之下，面對SHIPS另一成員風真宙人的幫助，竟發現自己也好像喜歡上了宙人。弄不清楚到底喜歡誰的星璃，在矛盾的心情下又該如何判斷自己的心意呢？面對了不同的相遇和離別的她又能不能成為NO.1的偶像？

## 出版書籍
| 卷數 | 小學館         | 小學館                 | 長鴻出版社     | 長鴻出版社           |
| 卷數 | 發售日期       | ISBN                   | 發售日期       | EAN                  |
| ---- | -------------- | ---------------------- | -------------- | -------------------- |
| 1    | 2004年8月28日  | ISBN 4-09-135616-8     | 2005年7月13日  | EAN 471-0765-19573-1 |
| 2    | 2005年2月1日   | ISBN 4-09-135617-6     | 2005年10月3日  | EAN 471-0765-19748-3 |
| 3    | 2005年4月27日  | ISBN 4-09-135618-4     | 2006年2月23日  | EAN 471-0765-20154-8 |
| 4    | 2005年8月27日  | ISBN 4-09-135619-2     | 2006年5月16日  | EAN 471-0765-20492-1 |
| 5    | 2005年12月26日 | ISBN 4-09-130296-3     | 2006年9月5日   | EAN 471-0765-20762-5 |
| 6    | 2006年3月1日   | ISBN 4-09-130399-4     | 2006年11月15日 | EAN 471-0765-20935-3 |
| 7    | 2006年7月29日  | ISBN 4-09-130525-3     | 2007年7月10日  | EAN 471-0765-21484-5 |
| 8    | 2006年11月29日 | ISBN 4-09-130665-9     | 2007年11月8日  | EAN 471-0765-21855-3 |
| 9    | 2007年3月30日  | ISBN 978-4-09-131090-3 | 2008年1月11日  | EAN 471-2805-82086-3 |
| 10   | 2007年8月31日  | ISBN 978-4-09-131230-3 | 2008年6月5日   | EAN 471-2805-82420-5 |
| 11   | 2008年2月1日   | ISBN 978-4-09-131497-0 | 2008年7月24日  | EAN 471-2805-82537-0 |
| 12   | 2008年7月1日   | ISBN 978-4-09-131760-5 | 2009年1月22日  | EAN 471-1552-44043-0 |
| 13   | 2008年11月28日 | ISBN 978-4-09-132086-5 | 2009年7月7日   | EAN 471-1552-44383-7 |
| 14   | 2009年7月24日  | ISBN 978-4-09-132685-0 | 2010年2月8日   | EAN 471-1552-44941-9 |

## 電視動畫

### 製作人員
- 原作：中原杏
- ：岩田圭介（東京電視台）、黑川和彦（小學館）、千葉和治（小學館 Production）
- 企劃製作：小林尚武（東京電視台）、山川正樹→原田孝（東京電視台MediaNet）、澤邊伸政（小學館）、中澤利洋（小學館 Production）
- ：大村信、秋本武英、細川祐司
- 原案協助：三埔高志、直居裕子、西村研一（小學館「Ciao」編輯部）
- 企劃協助：坂野弘明（小學館腳色事業中心）、安齋進（小學館 Production）
- 系列構成：土屋理敬（第1集〜第102集）→福田裕子（第103集〜第153集）
- 劇本：土屋理敬、笹野惠、中村能子、中瀨理香、福田裕子、筆安一幸 等
- 人物設計、總作畫監督：長森佳容（第1集〜第153集）、島崎知美（第1集〜第102集）→萩原祥子（第103集〜第153集）、HA HYUN JO（第1集〜第102集）
- 作畫監督：我妻宏、宇田川一彦、萩原祥子、古瀨真弓、清水智子、服部憲知、吉永琴音、宍倉敏、田中正之、G&G DIRECTION 等
- 背景設計：HAN SUN GEUN
- 色彩設計：中村千穗
- 撮影監督：KIM EU HEE
- 編集：小峰博美
- 音樂：bice、真島昌利、家原正樹
- 音響監督：千葉繁
- 音響製作人：南則道義、西名武
- 音響特效：北方將實（フィズサウンドクリエイション）
- 錄音調整：内田直繼 →
- 錄音助手：伊藤晉子
- 錄音製作擔任：藤田亞紀子
- 舞台經紀人：吉田理保子
- 錄音工作室/錄音製作：HALF H・P STUDIO
- 影片編輯：IMAGICA
- 音樂製作：岸本俊一
- 音樂製作/協助：
- 動畫製片：三浦俊一郎、JUNG DU YEOL
- 製作人：松山進（東京電視台）、八田紳作（東京電視台MediaNet）、古市直彥（小學館 Production）
- 導演：奧脇雅晴（第1集〜第51集）→（第52集〜第102集）→藤本義孝（日语：ふじもとよしたか）（第103集〜第153集）
- 動畫工作室：SynergySP、G&G ENTERTAINMENT
- 制作：きらりんプロジェクト（川崎由紀夫、都築博、齋藤裕、内田康幸）
- 製作：東京電視台、東京電視台Medianet、小學館 Production

### 主題曲

#### 日本地區
在日本地區，所有主題曲都會含有部分真人版MV片段。至於片尾曲方面，只有第三季的片尾曲內含真人版MV片段。其後這種播放模式於《守護甜心！派對》、《戀愛班長》和《變身！公主偶像》、《星光少女 系列》、《星光樂園》中也有使用。另外，第三季主題曲出現節目名稱時新增「STAGE 3」字樣。

##### 片頭曲
1. （第1集〜第26集）
歌：月島星璃 starring 久住小春（早安少女組），作詞：古屋真，作曲：織田哲郎，編曲：家原正樹
2. （第27集～第51集）
歌：月島星璃 starring 久住小春（早安少女組），作詞：BULGE，作曲・編曲：迫茂樹
3. （第52集～第67集）
歌：月島星璃 starring 久住小春（早安少女組），作詞・作曲・編曲：BOUNCEBACK
4. （第68集～第77集）
歌：閃閃☆亮亮 （久住小春、萩原舞），作詞：Yum Yum，作曲：Men Men，編曲：宮永治郎、Men Men
5. （第78集～第102集）
歌：月島星璃 starring 久住小春（早安少女組），作詞：2℃，作曲：織田哲郎，編曲：家原正樹
6. （第103集～第128集）
歌：（久住小春、北原沙彌香、吉川友）[2]，作詞：2℃，作・編曲：吉田勝弥
7. （第129集～第153集[3]）
歌：MilkyWay（久住小春、北原沙彌香、吉川友），作詞．作曲・編曲：前山田健一

##### 片尾曲
1. 「SUGAO-flavor」（第1集～第17集）
歌：月島星璃 starring 久住小春（早安少女組），作詞：michito，作曲：織田哲郎，編曲：後藤康二
2. （第18集～第26集）
歌：℃-ute，作詞・作曲：淳君、編曲：高橋論一
3. （第27集～第38集）
歌：月島星璃 starring 久住小春（早安少女組），作詞：古屋真，作曲：黒須克彦，編曲：加藤大祐
4. （第39集～第51集）
歌：月島星璃 starring 久住小春（早安少女組），作詞：，作曲・編曲：吉田勝弥
5. （第52集～第64集）
歌：月島星璃 starring 久住小春（早安少女組），作詞：、吉田勝弥，作曲・編曲：吉田勝弥
6. （第65集～第67集）
歌：閃閃☆亮亮 （久住小春、萩原舞），作詞：YumYum，作曲：MenMen，編曲：宮永治郎、Men Men
7. （第68集～第77集）
歌：閃閃☆亮亮 （久住小春、萩原舞），作詞：YumYum，作曲：MenMen，編曲：宮永治郎
8. （第78集～第90集）
歌：月島星璃 starring 久住小春（早安少女組），作詞：2℃，作．編曲：齋藤悠彌
9. 「Olala」（第91集～第102集）
歌：月島星璃 starring 久住小春（早安少女組），作詞：小山哉枝，作曲：田代智一，編曲：安岡洋一郎
10. （第103集～第115集）
歌：MilkyWay（久住小春、北原沙彌香、吉川友），作詞：2℃，作．編曲：吉田勝彌
11. （第116集～第128集）
歌：月島星璃 starring 久住小春（早安少女組），作詞：2℃，作曲：FIREWORKS，編曲：宮永治郎
12. （第129集～第141集）
歌：MilkyWay（久住小春・北原沙彌香・吉川友），作詞：2℃，作．編曲：村井大
13. （第142集～第152集）
歌：月島星璃 starring 久住小春（早安少女組），作詞・作曲・編曲：前山田健一

- 最終回（第153集）片尾曲使用由、順序組成的組曲。

#### 台灣

##### 片頭曲
1. 「戀愛吧」（第1集〜第52集）
歌：布丁姐姐，作曲：織田哲郎，編曲：家原正樹

##### 片尾曲
1. 「心的翅膀」（第1集〜第52集）
歌：布丁姐姐，作曲：織田哲郎，編曲：後藤康二

插曲：
戀愛花火 演唱：月島KIRARI
巴拉萊卡琴 巴拉拉卡琴(巴拉拉伊卡) 演唱：月島KIRARI
冬天的斯里蘭卡 演唱：愛麗娜

#### 香港地區

##### 片頭曲
1. 「戀愛☆是嗎」（第1集〜第52集）
歌：裕美，作曲：織田哲郎，編曲：家原正樹

### 插入曲
在動畫版中，曾經出現不少插入曲，以下是曾收錄於專輯系列內的曲目。
歌：月島星琉 starring 久住小春（早安少女組），作詞：中原杏、a2c，作曲：a2c，編曲：原田勝通
歌：SHIPS （陶山章央、保志総一朗），作詞：meg rock，作曲：岩崎貴文，編曲：加藤大祐
歌：SHIPS（陶山章央、保志総一朗），作詞・曲：bice，編曲：Ryo
- 「TOKYO FRIEND☆SHIPS」

歌：SHIPS（井出卓也、金井史更），作詞・作曲・編曲：ササキオサム
歌：SHIPS（井出卓也、金井史更），作詞・作曲：伊橋成哉，編曲：鈴木ヒロト
歌：雪野諾兒（北原沙弥香），作詞・作曲・編曲：前山田健一
歌：花咲子紅（吉川友），作詞・作曲・編曲：前山田健一

### 各話列表
動畫後來3D了。
第1、2季
| 話数 | 日文標題 | 中文標題                           | 脚本     | 分鏡                  | 演出         | 作画監督                      | 播放日期       |
| ---- | -------- | ---------------------------------- | -------- | --------------------- | ------------ | ----------------------------- | -------------- |
| 1    |          | Kirari!偶像革命!!                  | 土屋理敬 | 奥脇雅晴              | 小高義規     | 我妻宏                        | 2006年 4月7日  |
| 2    |          | 噗通噗通!SHIPS試鏡會!!             | 中村能子 | 奥脇雅晴              | 橋本光夫     | HA HYUN JO                    | 4月14日        |
| 3    |          | 呀~!我的廣告處女秀!!               | 笹野恵   | 奥田誠治              | 平尾みほ     | 宇田川一彦                    | 4月21日        |
| 4    |          | 爸爸反對怎麼辦!?                   | 福田裕子 | 奥脇雅晴              | 藤本義孝     | LEE HYON JUNG                 | 4月28日        |
| 5    |          | 不可能的第一份工作!                | 中瀬理香 | 井草かほる            | 井草かほる   | 萩原祥子                      | 5月5日         |
| 6    |          | 累到不行的偶像修練!                | 土屋理敬 | 奥田誠治              | 福島利規     | 我妻宏 宇田川一彦             | 5月12日        |
| 7    |          | 向歌壇挑戰!!                       | 中村能子 | 松本佳久              | 松本佳久     | HA HYUN JO                    | 5月19日        |
| 8    |          | 首次登台就是現場轉播!!             | 笹野恵   | 奥脇雅晴              | 藤本義孝     | 宇田川一彦                    | 5月26日        |
| 9    |          | 幻象專家嵐!!                       | 福田裕子 | 小林一三              | 小高義規     | Seo Sung Jong                 | 6月2日         |
| 10   |          | 興高采烈地轉學到偶像學校!!         | 中瀬理香 | 奥脇雅晴              | 落合正宗     | 萩原祥子                      | 6月9日         |
| 11   |          | 我就是女主角!?                     | 土屋理敬 | 奥田誠治              | 石川敏浩     | 我妻宏                        | 6月16日        |
| 12   |          | 為了演戲的約會!!                   | 中村能子 | 奥脇雅晴              | 新山口頼房   | HA HYON JO                    | 6月23日        |
| 13   |          | 夢幻的Kiss!?                       | 笹野恵   | 平尾みほ              | 平尾みほ     | 古瀬真弓                      | 6月30日        |
| 14   |          | 我不想跟SHIPS對決!?                | 福田裕子 | 奥田誠治              | 端名貴勇     | JANG KIL SUN                  | 7月7日         |
| 15   |          | 我可以獲得優勝嗎!?                 | 中瀬理香 | 奥田誠治              | 佐藤光敏     | 清水智子 服部憲知             | 7月14日        |
| 16   |          | 很辛苦的試鏡會!!                   | 土屋理敬 | 奥脇雅晴              | 岡崎幸男     | 宇田川一彦 我妻宏             | 7月21日        |
| 17   |          | 偶像游泳大賽!!                     | 中村能子 | 奥脇雅晴              | 藤本義孝     | 萩原祥子                      | 7月28日        |
| 18   |          | Kirari…沙也加、美久與暑假          | 笹野恵   | 山田勝 奥脇雅晴       | 井草かほる   | 我妻宏 宇田川一彦             | 8月4日         |
| 19   |          | 恐怖的突擊報導!!                   | 福田裕子 | 奥田誠治              | みなみはるか | HA HYON JO                    | 8月11日        |
| 20   |          | My brother回來了!!                 | 中瀬理香 | 奥脇雅晴              | 犬川犬夫     | 古瀬真弓                      | 8月18日        |
| 21   |          | 競爭超激烈的模特兒較量!!           | 土屋理敬 | 奥田誠治              | 北山春夫     | JANG KIL SUN                  | 8月25日        |
| 22   |          | 我會跟誰一起穿婚紗!?               | 中村能子 | 奥脇雅晴              | 藤本義孝     | 萩原祥子                      | 9月1日         |
| 23   |          | 神秘禮服與宙人哥哥!                | 笹野恵   | 奥脇雅晴              | 井草かほる   | 我妻宏                        | 9月8日         |
| 24   |          | 在海邊激盪出的戀愛之詩…            | 福田裕子 | 奥脇雅晴              | みなみはるか | HA HYON JO                    | 9月15日        |
| 25   |          | 爆炸性的發表『戀愛花火』!!         | 中村能子 | 平尾みほ              | 川西泰二     | 長森佳容                      | 9月22日        |
| 26   |          | 決定！Hot Idol Sho是奈!妙!洋!      | 笹野恵   | 小高義規 NANAKO       | 高橋成世     | 吉永琴音                      | 9月29日        |
| 27   |          | 講話要跟連珠炮似的大搞笑!!         | 土屋理敬 | 奥脇雅晴              | 藤本義孝     | 古瀬真弓                      | 10月6日        |
| 28   |          | 小奈想當大明星!!                   | 福田裕子 | 奥田誠治              | 井草かほる   | 萩原祥子                      | 10月13日       |
| 29   |          | 偶像們的考試大作戰!!               | 中瀬理香 | みなみはるか 奥脇雅晴 | みなみはるか | HA HYON JO                    | 10月20日       |
| 30   |          | 學園祭中的獨家報導!?               | 福田裕子 | 布施木一喜            | 川西泰二     | 我妻宏                        | 10月27日       |
| 31   |          | 戀愛的迷宮紐約!?                   | 中村能子 | 奥脇雅晴              | 高橋成世     | 吉永琴音                      | 11月3日        |
| 32   |          | 媞娜與Kirari的創新革命             | 笹野恵   | 奥脇雅晴              | 裴楊根       | 古瀬真弓                      | 11月10日       |
| 33   |          | 眉目傳情!大海原的女優魂!!          | 土屋理敬 | 奥田誠治              | 中島豊秋     | 宍倉敏                        | 11月17日       |
| 34   |          | 小宙!?奶奶的戀愛貓道!?             | 中村能子 | 奥田誠治              | 井草かほる   | 萩原祥子                      | 11月24日       |
| 35   |          | 燃燒吧!Kirari署長對怪盜X!!         | 笹野恵   | 平尾みほ              | みなみはるか | HA HYON JO                    | 12月1日        |
| 36   |          | 第一名寵物的決定戰!!               | 福田裕子 | 奥脇雅晴              | 川西泰二     | LEE DUK HO                    | 12月8日        |
| 37   |          | 佳澄♪春風Cinderella♪               | 土屋理敬 | みなみはるか 奥脇雅晴 | 高橋成世     | 吉永琴音                      | 12月15日       |
| 38   |          | 告白!?SHIPS的生日!!                | 笹野恵   | 奥田誠治              | 中島豊秋     | 宍倉敏                        | 12月22日       |
| 39   |          | 華麗的頂尖偶像歌合戰!!             | 福田裕子 | 奥脇雅晴              | 井草かほる   | 萩原祥子                      | 2007年 1月5日  |
| 40   |          | 再見了!?小奈!!                     | 中村能子 | 平尾みほ              | 斉藤啓也     | HA HYON JO                    | 1月12日        |
| 41   |          | 小葵與Kirari的特別舞台             | 土屋理敬 | 布施木一喜            | みなみはるか | LEE DUK HO                    | 1月19日        |
| 42   |          | 粉紅Kirari!!變身料理戰隊!          | 中瀬理香 | NANAKO                | 高橋成世     | 吉永琴音                      | 1月26日        |
| 43   |          | 嵐的水魔術!!                       | 笹野恵   | 奥田誠治              | 白石道太     | 田中正之                      | 2月2日         |
| 44   |          | IQ!Kirari與天才的猜謎戰爭!!        | 福田裕子 | 山崎たかし            | 井草かほる   | 萩原祥子                      | 2月9日         |
| 45   |          | 小奈的魔幻馬戲表演!!               | 中村能子 | 奥脇雅晴              | 川西泰二     | HA HYON JO                    | 2月16日        |
| 46   |          | 小烏龜!SHIPS要解散了!?             | 土屋理敬 | NANAKO                | 斉藤啓也     | LEE DUK HO                    | 2月23日        |
| 47   |          | 改變形象!不良太妹愛麗娜登場!!      | 中村能子 | 平尾みほ              | 高橋成世     | 吉永琴音                      | 3月2日         |
| 48   |          | Kirari與小茜的華麗對決!!           | 笹野恵   | 奥脇雅晴              | 白石道太     | 田中正之                      | 3月9日         |
| 49   |          | Kirari與高難度的舞蹈動作!?         | 福田裕子 | 山崎たかし            | 小高義規     | 萩原祥子                      | 3月16日        |
| 50   |          | 全國巡迴之在冰雪大地中燃燒的戀情!? | 中瀬理香 | 奥脇雅晴              | 川西泰二     | LEE DUK HO                    | 3月23日        |
| 51   |          | 閃閃發光的晶鑽皇后!!               | 土屋理敬 | NANAKO 奥脇雅晴       | 斉藤啓也     | CHANG BUM CHUL                | 3月30日        |
| 52   |          | 比賽開始!!Kirari的開球儀式!        | 中瀬理香 | 奥脇雅晴              | NANAKO       | SEO SEONG JONG                | 4月6日         |
| 53   |          | 歡迎光臨☆歡迎來到Kirarin咖啡店♡    | 笹野恵   | 奥田誠治              | 篠幸裕       | 宍倉敏                        | 4月13日        |
| 54   |          | 小妙愛上小奈!?Kirari決鬥!?         | 中村能子 | NANAKO                | 高橋成世     | 吉永琴音                      | 4月20日        |
| 55   |          | 做不到～!漫畫修行是蘑菇～!?        | 福田裕子 | 山崎たかし            | 白石道太     | 田中正之                      | 4月27日        |
| 56   |          | KISS!宙人跟小泉的「戀人宣言!?」    | 土屋理敬 | 奥脇雅晴              | 小高義規     | 萩原祥子                      | 5月4日         |
| 57   |          | 好耶!三角戰爭眼淚獨家新聞!?        | 福田裕子 | 奥田誠治              | 川西泰二     | JANG BUM CHUL                 | 5月11日        |
| 58   |          | 霧氣～!保護宙人大作戰!!            | 笹野恵   | 山崎たかし            | 斉藤啓也     | LEE DEOK HO                   | 5月18日        |
| 59   |          | 浴衣少女的奇蹟!                    | 中村能子 | 奥田誠治              | 高橋成世     | 伊東英樹                      | 5月25日        |
| 60   |          | 飛向宇宙!地球最後的希望之星☆       | 筆安一幸 | 山崎たかし            | 白石道太     | 田中正之                      | 6月1日         |
| 61   |          | 革命!!少女和kirari的花壇鐘         | 中瀬理香 | 奥脇雅晴              | 小高義規     | 萩原祥子                      | 6月8日         |
| 62   |          | 小光☆狂妄的偶像候補生!             | 土屋理敬 | NANAKO                | 川西泰二     | CHANG BUM CHUL                | 6月15日        |
| 63   |          | 嚇一跳!kirari和小光的初次上台!!    | 福田裕子 | 奥田誠治              | 斉藤啓也     | LEE DEOK HO                   | 6月22日        |
| 64   |          | 扣殺!勝利組合風?                   | 筆安一幸 | 山崎たかし            | 高橋成世     | 伊東英樹                      | 6月29日        |
| 65   |          | 閃閃亮亮的危機?兩個人是NS!!        | 中村能子 | 奥脇雅晴              | 白石道太     | 田中正之                      | 7月6日         |
| 66   |          | 射門!粉絲來信射中心房!!            | 笹野恵   | 奥脇雅晴              | 小高義規     | 萩原祥子                      | 7月13日        |
| 67   |          | 選秀會!對手是超級新星!!            | 土屋理敬 | 奥田誠治              | 川西泰二     | G&G ENTERTAINMENT             | 7月20日        |
| 68   |          | 恐怖!妖怪剋星出動中!!              | 福田裕子 | NANAKO                | 斉藤啓也     | 伊東英樹                      | 7月27日        |
| 69   |          | 你好!!搞笑大會・搞什麼啊!?         | 筆安一幸 | 奥田誠治              | 高橋成世     | G&G ENTERTAINMENT             | 8月3日         |
| 70   |          | Kirarin☆造型香水!或許會快樂?       | 中村能子 | 山崎たかし            | 白石道太     | 田中正之                      | 8月10日        |
| 71   |          | 夏天!泳衣!西邊和東邊都開始         | 土屋理敬 | 奥脇雅晴              | 小高義規     | 萩原祥子                      | 8月17日        |
| 72   |          | 檢查!Kirari和小光要這麼做才行!?    | 福田裕子 | 奥田誠治              | 川西泰二     | JANG BUM CHUL                 | 8月24日        |
| 73   |          | 陷阱陷阱〜!失去了品牌專賣店!?      | 福田裕子 | NANAKO                | 高橋成世     | 伊東英樹 吉田肇               | 8月31日        |
| 74   |          | 一定要瘦下來的爆炸音樂劇!!         | 笹野恵   | 山崎たかし            | 高橋成世     | G&G ENTERTAINMENT             | 9月7日         |
| 75   |          | 不會吧!小光的個人舞台秀!!          | 筆安一幸 | NANA-BANANA           | 白石道太     | 田中正之                      | 9月14日        |
| 76   |          | 閃閃☆亮亮 拆散兩人的黑函陷阱!?     | 中村能子 | 奥田誠治              | 小高義規     | 萩原祥子                      | 9月21日        |
| 77   |          | FOREVER♪ 閃閃☆亮亮告別演唱會♪♪     | 土屋理敬 | 奥脇雅晴              | 川西泰二     | JANG BUM CHUL                 | 9月28日        |
| 78   |          | SHIPS對GEPS的舞蹈大戰              | 笹野恵   | 奥脇雅晴              | 斉藤啓也     | 吉田肇                        | 10月5日        |
| 79   |          | SHIPS解散!?再見了宙人…             | 福田裕子 | 山崎たかし            | 高橋成世     | G&G ENTERTAINMENT             | 10月12日       |
| 80   |          | 原來如此!?磨菇大使的我的快樂香菇!! | 筆安一幸 | 奥田誠治              | 白石道太     | 田中正之                      | 10月19日       |
| 81   |          | SOS!小納機器人是最強的!!           | 土屋理敬 | NANA-BANANA           | 小高義規     | 萩原祥子                      | 10月26日       |
| 82   |          | 星司☆華麗的個人活動!!              | 中村能子 | 奥脇雅晴              | 川西泰二     | G&G ENTERTAINMENT             | 11月2日        |
| 83   |          | 雙胞胎!跳起來訓練!吃火鍋也能鍛練!! | 笹野恵   | 奥田誠治              | 斉藤啓也     | 伊東英樹                      | 11月9日        |
| 84   |          | 無止盡的告白!愛麗娜墜入情網!       | 福田裕子 | 山崎たかし            | 高橋成世     | G&G ENTERTAINMENT             | 11月16日       |
| 85   |          | 龜鶴!Kirari與星司的閃電結婚!?      | 筆安一幸 | 奥田誠治              | 白石道太     | 田中正之                      | 11月23日       |
| 86   |          | 黑色的野心!黑木開始蠢動!           | 土屋理敬 | 奥脇雅晴              | 小高義規     | 萩原祥子                      | 11月30日       |
| 87   |          | 黑色革命!村西事務所的危機!!        | 中村能子 | NANA-BANANA           | 川西泰二     | HAN YOUNG HOON JANG BUM CHUL  | 12月7日        |
| 88   |          | 黑月!?神秘少女出道!!               | 笹野恵   | 奥田誠治              | 斉藤啓也     | 吉田肇 LEE JAE HAN            | 12月14日       |
| 89   |          | 茶房Kirari看到的黑色秘密!!         | 福田裕子 | 山崎たかし            | 高橋成世     | JANG BUM CHUL                 | 12月21日       |
| 90   |          | 黑華會!舞台上的閃亮大集合!!        | 筆安一幸 | 奥脇雅晴              | 白石道太     | 田中正之                      | 12月28日       |
| 91   |          | 第一次約會☆Kirarin服飾             | 笹野恵   | NANA-BANANA           | 小高義規     | 萩原祥子                      | 2008年 1月11日 |
| 92   |          | 鏘鏘!Kirari對美髮師高手            | 中村能子 | 奥田誠治              | 川西泰二     | HAN YOUNG HOON JANG BUM CHUL  | 1月18日        |
| 93   |          | 偶像小葵♪她要畢業了♪♪              | 福田裕子 | 山崎たかし            | 斉藤啓也     | 吉田肇 LEE JAE HAN            | 1月25日        |
| 94   |          | 又跳又轉!站在冰上的Kirari!!        | 筆安一幸 | 奥田誠治              | 高橋成世     | HAN YOUNG HOON JANG BUM CHUL  | 2月1日         |
| 95   |          | 貼身採訪24小時 偶像的秘密!!        | 福田裕子 | NANA-BANANA           | 白石道太     | 田中正之                      | 2月8日         |
| 96   |          | Kirari公主!!在虛擬遊戲裡大冒險     | 筆安一幸 | 奥田誠治              | 小高義規     | 萩原祥子                      | 2月15日        |
| 97   |          | 好萊塢!女演員露娜到日本來!!        | 土屋理敬 | 山崎たかし            | 川西泰二     | HAN YOUNG HOON CHANG BUM CHUL | 2月22日        |
| 98   |          | 有這種事嗎!?盧卡斯伯傑試鏡會       | 笹野恵   | まつぞのひろし        | 斉藤啓也     | 吉田肇 LEE JAE HAN            | 2月29日        |
| 99   |          | 露娜與Kirari的☆靦腆約會            | 中村能子 | NANA-BANANA           | 高橋成世     | HAN YOUNG HOON CHANG BUM CHUL | 3月7日         |
| 100  |          | 正式開拍!直美與櫻子的奇蹟般邂逅!!  | 福田裕子 | 橋本みつお            | 白石道太     | 田中正之                      | 3月14日        |
| 101  |          | 媽媽…!淚眼婆娑的殺青戲             | 筆安一幸 | 山崎たかし            | 小高義規     | 萩原祥子                      | 3月21日        |
| 102  |          | Kirari的☆告別演唱會!?              | 土屋理敬 | 奥脇雅晴              | 川西泰二     | HAN YOUNG HOON CHANG BUM CHUL | 3月28日        |

第三季
| 話数 | 日文標題 | 中文標題                                | 脚本             | 分鏡         | 演出         | 播放日期      |
| ---- | -------- | --------------------------------------- | ---------------- | ------------ | ------------ | ------------- |
| 103  |          | Ye!找尋第二個Kirari!!                   | 福田裕子         | 藤本義孝     | 藤本義孝     | 2008年 4月4日 |
| 104  |          | 諾兒大人!KIRARIN的偵查大作戰            | 末永光代         | 細川ヒデキ   | 斉藤啓也     | 4月11日       |
| 105  |          | 奇怪好奇怪??神奇的少女子紅              | ふでやすかずゆき | 東海林真一   | 松本マサユキ | 4月18日       |
| 106  |          | 鈴鼓!閃亮的3顆星星                      | 福田裕子         | 細川ヒデキ   | 橋口洋介     | 4月25日       |
| 107  |          | MILKY WAY的婚紗秀                       | 中村能子         | 藤本義孝     | 藤本義孝     | 5月2日        |
| 108  |          | 尼古和小咪之踏上愛與青春之旅            | 筆安一幸         | 小寺勝之     | 斉藤啓也     | 5月9日        |
| 109  |          | 戰鬥!快樂之星大作戰                     | 末永光代         | 渡邊慎一     | 松本マサユキ | 5月16日       |
| 110  |          | 突然出現的小KIRARI                      | 福田裕子         | 小寺勝之     | 橋口洋介     | 5月23日       |
| 111  |          | 好煩惱呀.子紅的憂鬱!                    | 筆安一幸         | 藤本義孝     | 藤本義孝     | 5月30日       |
| 112  |          | FRIEND SHIPS 宙人&星司                  | 笹野恵           | 細川ヒデキ   | 斉藤啓也     | 6月6日        |
| 113  |          | 3顆星!提升諾兒時尚品味大作戰            | 中村能子         | 小寺勝之     | 藤本義孝     | 6月13日       |
| 114  |          | 精彩的首次演唱會!                       | 福田裕子         | 山崎たかし   | 橋口洋介     | 6月20日       |
| 115  |          | 傳達給大家的星星的願望                  | 福田裕子         | 藤本義孝     | 浅見松雄     | 6月27日       |
| 116  |          | MILKY WAY!興興致勃勃的休假日            | 末永光代         | 細川ヒデキ   | 斉藤啓也     | 7月4日        |
| 117  |          | 請您品嚐!海灘上的熱切對決               | 筆安一幸         | 瀬藤健嗣     | 瀬藤健嗣     | 7月11日       |
| 118  |          | 維納斯!偶像換上泳裝之後                 | 笹野恵           | 東海林真一   | 藤本義孝     | 7月18日       |
| 119  |          | 型男?小納最漫長的一天                   | 中村能子         | 山崎たかし   | 橋口洋介     | 7月25日       |
| 120  |          | 手錶!穿越時空的訊息!                    | 福田裕子         | 藤本義孝     | 浅見松雄     | 8月1日        |
| 121  |          | 金牌!雪野家的秘密                       | 末永光代         | 斉藤啓也     | 斉藤啓也     | 8月8日        |
| 122  |          | 電影化拍板定案!MILKY WAY首次登上大螢幕! | 筆安一幸         | 瀬藤健嗣     | 瀬藤健嗣     | 8月15日       |
| 123  |          | 夏天之戀…什麼都不能說                   | 笹野恵           | 松本マサユキ | 藤本義孝     | 8月22日       |
| 124  |          | 好涼快!企鵝歡迎光臨                     | 中村能子         | 細川ヒデキ   | 橋口洋介     | 8月29日       |
| 125  |          | 救命!! KIRARI的英雄!!                   | 末永光代         | 山崎たかし   | 浅見松雄     | 9月5日        |
| 126  |          | KIRARI搖擺不定的戀愛心情!?              | 末永光代         | 斉藤啓也     | 斉藤啓也     | 9月12日       |
| 127  |          | 嗶可嗶可 神秘的機械製作人!?             | 福田裕子         | 藤本義孝     | 藤本義孝     | 9月19日       |
| 128  |          | MILKY WAY☆新的旋律!!                    | 末永光代         | 藤本義孝     | 橋口洋介     | 9月26日       |
| 129  |          | 神秘的美少年偶像登場                    | 笹野恵           | 瀬藤健嗣     | 瀬藤健嗣     | 10月3日       |
| 130  |          | DARK KRIGHT!他的名字叫酷朗迪            | 中村能子         | 細川ヒデキ   | 浅見松雄     | 10月10日      |
| 131  |          | 什麼!型男選拔賽                         | 筆安一幸         | 山崎たかし   | 藤本義孝     | 10月17日      |
| 132  |          | 諾兒的痛苦單戀                          | 福田裕子         | 東海林真一   | 橋口洋介     | 10月24日      |
| 133  |          | 陷阱…別有用心的酷朗迪                   | 末永光代         | 斉藤啓也     | 斉藤啓也     | 10月31日      |
| 134  |          | 不會吧…背叛之吻                         | 笹野恵           | 松本マサユキ | 浅見松雄     | 11月7日       |
| 135  |          | 為什麼…易碎的友情                       | 福田裕子         | 細川ヒデキ   | 藤本義孝     | 11月14日      |
| 136  |          | KIRARIN與小咪交換身體                   | 中村能子         | 山崎たかし   | 橋口洋介     | 11月21日      |
| 137  |          | 危險!不該參加的生日會                   | 笹野恵           | 瀬藤健嗣     | 瀬藤健嗣     | 11月28日      |
| 138  |          | KIRARIN!別被緋聞打敗了                  | 中村能子         | 加瀬充子     | 斉藤啓也     | 12月5日       |
| 139  |          | 月島KIRARIN，將回歸平凡的女孩子         | 筆安一幸         | 松本マサユキ | 浅見松雄     | 12月12日      |
| 140  |          | START!從頭開始的演唱會                  | 福田裕子         | 細川ヒデキ   | 藤本義孝     | 12月19日      |
| 141  |          | 再見了愛莉娜!永遠的離別!?               | 筆安一幸         | 山崎たかし   | 橋口洋介     | 12月26日      |
| 142  |          | 超級偶像!!MILKY WAY的素顏               | 福田裕子         | 藤本義孝     | 藤本義孝     | 2009年 1月9日 |
| 143  |          | 哞哞!尼古的愛情物語                     | 末永光代         | 瀬藤健嗣     | 瀬藤健嗣     | 1月16日       |
| 144  |          | 超能力夢幻磨菇                          | 笹野恵           | 斉藤啓也     | 斉藤啓也     | 1月23日       |
| 145  |          | 幸運☆小心魔法假面                       | 中村能子         | 松本マサユキ | 浅見松雄     | 1月30日       |
| 146  |          | 野外求生術!?偶像無人島傳說              | 福田裕子         | 細川ヒデキ   | 橋口洋介     | 2月6日        |
| 147  |          | 巧克力與心跳加速的情人節                | 末永光代         | 山崎たかし   | 藤本義孝     | 2月13日       |
| 148  |          | 喵嘩♪貓咪大遊行!                        | ふでやすかずゆき | 瀬藤健嗣     | 瀬藤健嗣     | 2月20日       |
| 149  |          | 723分!MILKY WAY蓋台連線                 | 笹野恵           | 斉藤啓也     | 斉藤啓也     | 2月27日       |
| 150  |          | 歡迎妳回來…幸福的青鳥                   | 中村能子         | 松本マサユキ | 浅見松雄     | 3月6日        |
| 151  |          | 揭開序幕!晶鑽皇后是誰                   | 筆安一幸         | 山崎たかし   | 橋口洋介     | 3月13日       |
| 152  |          | 勝負!用真心的笑容唱TAN-TAN-TA-N         | 福田裕子         | 小寺勝之     | 藤本義孝     | 3月20日       |
| 153  |          | KIRARIN的偶像革命                       | 福田裕子         | 藤本義孝     | 藤本義孝     | 3月27日       |

### 播放電視台

#### 日本地區
| 播放地區       | 播放電視台         | 電視網                       | 播放時間                                   | 結束日期       |
| -------------- | ------------------ | ---------------------------- | ------------------------------------------ | -------------- |
| 關東地方       | 東京電視台（製作） | 東京電視網                   | 星期五 18:00～18:30                        | 2009年3月27日  |
| 北海道         | 北海道電視台       | 東京電視網                   | 星期五 18:00～18:30                        | 2009年3月27日  |
| 愛知縣         | 愛知電視台         | 東京電視網                   | 星期五 18:00～18:30                        | 2009年3月27日  |
| 大阪府         | 大阪電視台         | 東京電視網                   | 星期五 18:00～18:30                        | 2009年3月27日  |
| 岡山縣、香川縣 | 瀨戶內電視台       | 東京電視網                   | 星期五 18:00～18:30                        | 2009年3月27日  |
| 福岡縣         | TVQ九州放送        | 東京電視網                   | 星期五 18:00～18:30                        | 2009年3月27日  |
| 滋賀縣         | 琵琶湖放送         | 獨立UHF局                    | 星期三 17:15～17:45                        | 2009年7月8日=  |
| 奈良縣         | 奈良電視台         | 獨立UHF局                    | 星期一・星期二 7:30～7:59 （一週播放兩集） | 2010年2月22日  |
| 山形縣         | 山形放送           | 日本電視網                   | 星期四 16:00～16:30                        | 2009年7月9日   |
| 福島縣         | 福島中央電視台     | 日本電視網                   | 星期日 6:00～6:30                          | 2009年9月13日  |
| 德島縣         | 四國放送           | 日本電視網                   | 星期日 6:00～6:30                          | 2009年5月10日  |
| 愛媛縣         | 南海放送           | 日本電視網                   | 星期三 15:53～16:21                        | 2009年6月3日   |
| 長崎縣         | 長崎國際電視台     | 日本電視網                   | 星期六 10:00～10:30                        | 2009年5月30日  |
| 岩手縣         | 岩手可愛電視台     | 富士電視網                   | 星期四 16:54～17:24                        | 2009年5月14日  |
| 秋田縣         | 秋田電視台         | 富士電視網                   | 星期一 16:23～16:53                        | 2009年5月18日  |
| 新潟縣         | 新潟綜合電視台     | 富士電視網                   | 星期一 15:30～15:57                        | 2009年6月15日  |
| 長野縣         | 長野放送           | 富士電視網                   | 星期四 15:30～16:00                        | 2009年8月6日   |
| 熊本縣         | 熊本電視台         | 富士電視網                   | 星期日 6:30～7:00                          | 2009年6月14日  |
| 鹿兒島縣       | 鹿兒島電視台       | 富士電視網                   | 星期一 15:30～16:00                        | 2009年4月20日  |
| 大分縣         | 大分電視台         | 富士電視網、NNS加盟 CROSSNET | 星期二 16:25～16:55                        | 2009年4月7日   |
| 静岡縣         | 静岡放送           | TBS網                        | 星期日 6:15～6:45                          | 2009年10月17日 |
| 富山縣         | 鬱金香電視台       | TBS網                        | 星期日 6:15～6:45                          | 2009年6月28日  |
| 石川縣         | 北陸放送           | TBS網                        | 星期日 6:00～6:30                          | 2009年8月26日  |
| 島根縣、鳥取縣 | 山陰放送           | TBS網                        | 星期一 15:55～16:24                        | 2009年4月13日  |
| 高知縣         | 高知電視台         | TBS網                        | 星期一 16:24～16:54                        | 2009年6月1日   |
| 青森縣         | 青森朝日放送       | 朝日電視網                   | 星期四 16:30～17:00                        | 2009年4月16日  |
| 宮城縣         | 東日本放送         | 朝日電視網                   | 星期一 15:54～16:24                        | 2009年6月8日   |
| 廣島縣         | 廣島HOME電視台     | 朝日電視網                   | 星期六 7:30～8:00                          | 2009年8月8日   |
| 沖繩縣         | 琉球朝日放送       | 朝日電視網                   | 星期六 7:30～8:00                          | 2009年4月4日   |
| 全日本地區     | AT-X               | Sky PerfecTV!                | 星期六 8:30～9:00                          | 2009年4月4日   |
| 全日本地區     | Kids Station       | Sky PerfecTV!                | 星期二 7:30～8:00                          | 2009年7月14日  |
| 全日本地區     | BS JAPAN           | 東京電視網 BS Digital        | 星期日 18:00～18:30                        | 2009年3月29日  |

#### 其他地區
- 韓國：韓國放送公社（2007年2月23日首播）
- 台灣：MOMO親子台（2007年12月15日首播）、卡通頻道（2008年9月26日首播）
- 香港：無綫兒童台（2008年4月9日首播）、翡翠台（2008年12月6日首播）

## 游戏

### 掌机游戏
- 发行：科樂美數位娛樂
  - （NDS用软件）2006年8月10日发行
  - 星梦天使 和小奈一起（NDS用软件）2006年12月7日发行
  - （NDS用软件）2007年7月12日发行
  - （NDS用软件）2007年12月13日发行
  - （NDS用软件）2008年7月24日发行
  - （NDS用软件）2008年12月20日发行

## 逸聞
曾有網友將日本版第二片頭曲『バラライカ』MV改編，將MV中久住小春的聲音換成日本網路歌手いさじ的聲音並修改部分歌詞，尤其將原曲中的バラライカ換成了發音類似，出自日本漫畫瞎攪和的技術中阿部高和的著名台詞やらないか(中文翻譯為不做嗎?)，並放上了NICONICO造成了轟動，甚至改編後的版本還遠比久住小春唱的原始版本還有名，也因此被網友揶揄她是因NICONICO而導致的最可憐受害者。

## 提名及獎項

### 2008兒歌金曲頒獎禮
| 獎項         | 單位      | 結果 |
| ------------ | --------- | ---- |
| 十大兒歌金曲 | 戀愛☆是嗎 | 提名 |

### 新城勁爆兒歌頒獎禮2008
| 獎項         | 單位      | 結果 |
| ------------ | --------- | ---- |
| 新城勁爆兒歌 | 戀愛☆是嗎 | 提名 |

## 外部連結
- （日語）偶像宣言（官方網站） （页面存档备份，存于）
- （日語）小學館Ciao雜誌 （页面存档备份，存于）
- （繁體中文）曼迪傳播 （亞洲動畫商品總代理(日韓以外)） （页面存档备份，存于）
- （繁體中文）花漾明星KIRARIN （MOMO親子台的動畫介紹）
- （繁體中文）花漾明星KIRARIN （聯合追星網的動畫介紹）
- （繁體中文）花漾明星KIRARIN 2 （聯合追星網的動畫介紹）

| 第51回 平成17年度   |
| 《動物小町》 前川涼 |

| 第52回 平成18年度   |
| 《偶像宣言》 中原杏 |

| 第53回 平成19年度 |
| 《》 村瀨範行     |